# カノン (文芸)
カノンはフィクション作品の用語の一つ。

## 概要
文芸（小説）を中心として、漫画、アニメ、ドラマ、映画などのさまざまな形態の創作物において、複数の作品によって一つの作品世界を形作っているときに現れるその作品世界の中で「真にその作品世界を構成するもの」とそうでないものとが区別される現象。ほぼ同じ意味で「正史」や「正伝」と呼ばれることもあるが、これらは作品世界の中の出来事の流れの中で正典によって根拠づけられる「出来事」、または年表のようにそれらを並べたもののことを指す場合もある。宗教のカノン（正典）の意味に準じ、それから転じて、様々なものがカノンと呼ばれている。
また、正典に対し外典という語が使われる例もある。
フィクションなどの作品では、途中で作者が変更になった時などに原作者が書いたものをカノンと呼び、それ以降の作品と区別したりする。例えば、シャーロッキアンは、コナン・ドイルが書いた推理小説シャーロック・ホームズ各作品を正典（canon）と呼ぶ等。（これはConanのアナグラムであるという理由にもよる）。シャーロッキアンは自分たちの活動をキリスト教の神学研究になぞらえてふざけているという理由にもよる。

## 文芸における『カノン』の用例
- ウィリアム・シェイクスピアの作品（正典のほかにシェイクスピア外典が存在する）
- 源氏物語（源氏物語の類、巣守、桜人等を参照）
- アーサー・コナン・ドイルによるシャーロック・ホームズ作品（シャーロック・ホームズシリーズを参照）（Canon of Sherlock Holmes）
- J・R・R・トールキンによる『ホビットの冒険』と『指輪物語』などの中つ国に関する物語。→中つ国の正典を参照
- 赤毛のアン　アン・ブックスを参照

この他スター・ウォーズ・シリーズやスタートレックといった映像作品にもカノンが存在している。
- スタートレック　スタートレックに関する日本語資料一覧を参照
- スター・ウォーズ・シリーズ スター・ウォーズのスピンオフ一覧を参照。